# St. Nikolaus (Huldstetten)

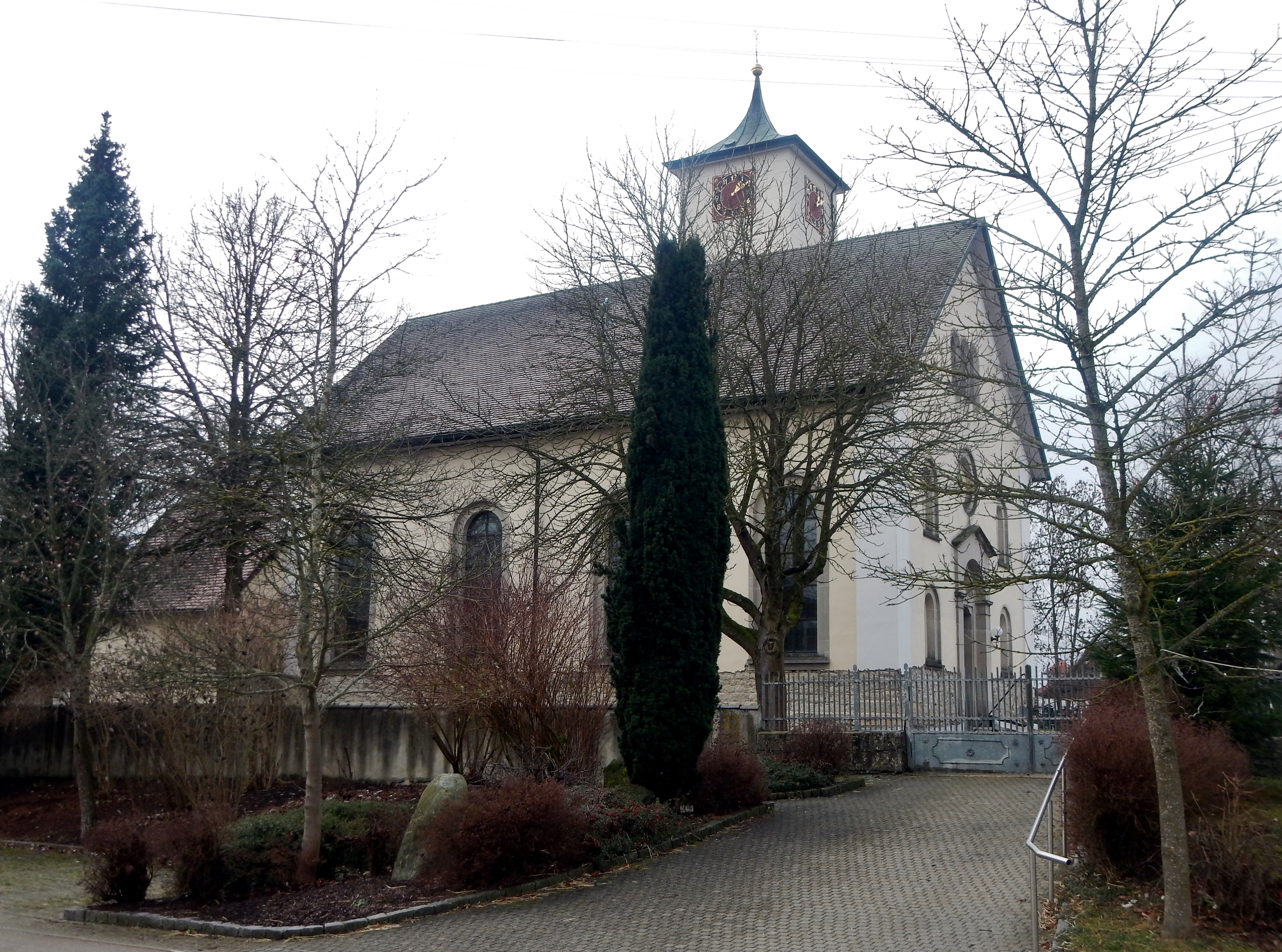
St. Nikolaus in Huldstetten

Die römisch-katholische Pfarrkirche St. Nikolaus steht in Huldstetten, einem Gemeindeteil von Pfronstetten im Landkreis Reutlingen in Baden-Württemberg. Die Kirchengemeinde gehört zur Diözese Rottenburg-Stuttgart. Das Bauwerk ist beim Landesamt für Denkmalpflege Baden-Württemberg als Baudenkmal eingetragen.

## Beschreibung
Die spätklassizistische Saalkirche wurde 1843 erbaut. Sie besteht aus einem Langhaus, einem eingezogenen, gerade geschlossenen Chor im Süden und einem Kirchturm an der Westwand des Langhauses, dessen oberstes Geschoss die Turmuhr beherbergt. Das Portal befindet sich in der Fassade im Norden. 
Zur Kirchenausstattung gehört eine Mondsichelmadonna, die dem Umkreis von Michel Erhart zugerechnet wird. Die um 1740 gebaute Statue des heiligen Nikolaus stammt aus der Werkstatt von Johann Joseph Christian. Die Orgel wurde 1843 von Johann Heinrich Schäfer gebaut.